# Das Spiel des Engels
Das Spiel des Engels ist ein Roman des spanischen Autors Carlos Ruiz Zafón, der 2008 erstmals in Spanien bei Editorial Planeta unter dem Titel El juego del ángel erschien.
Er wurde auf Deutsch in der Übersetzung von Peter Schwaar beim Verlag S. Fischer im November 2008 veröffentlicht und ist das Prequel zu Zafons 2001 erschienenem Bestseller Der Schatten des Windes. Er stellt damit den zweiten Teil der vierteiligen Romanreihe Der Friedhof der vergessenen Bücher dar.

## Handlung

### Zusammenfassung
David Martín bekommt als Minderjähriger nach der Ermordung seines Vaters bei einer bescheidenen Zeitung eine Anstellung. Er hat den starken Ehrgeiz, Schriftsteller zu werden, wofür er zweifellos großes Talent besitzt. Als sein Chef dies entdeckt, teilt er ihm die Rückseite der Zeitung zu, damit er eine Kriminalfortsetzungsgeschichte, Die Geheimnisse von Barcelona, schreiben kann. Eines Tages erhält er die Einladung eines mysteriösen Verlegers, Andreas Corelli, in das beste Bordell der Stadt. Am folgenden Tag stellt er fest, dass das Bordell schon seit Jahren geschlossen hat. Mit Hilfe seines Freundes Pedro Vidal, dem Sohn eines reichen Kaufmanns, verlässt er die Zeitung, um professioneller Schriftsteller beim Verlag Barrido und Escobillas zu werden. Dort schreibt er fortan unter dem Pseudonym Ignatius B. Samson eine Reihe von Fortsetzungsromanen mit dem Titel Die Stadt der Verdammten. Jahrelang arbeitet Martín pausenlos und ohne Rücksicht auf seine Gesundheit, ehe er sich entschließt, ein halbes Jahr Auszeit zu nehmen, um einen Roman unter seinem richtigen Namen veröffentlichen zu können. Außerdem nutzt er die Zeit, um gemeinsam mit seiner heimlichen Liebe Cristina Sagnier das Buch seines Freundes Vidal umzuschreiben, welcher sich bislang erfolglos am Schreiben versucht hat. Während dieser Zeit erkrankt David Martín schwer: Ein Hirntumor in fortgeschrittenem Stadium wird festgestellt. Zu seinem Leidwesen erfährt David, dass Cristina aus Dankbarkeit ihren gemeinsamen Freund Pedro Vidal geheiratet hat. In diesem Moment schlägt der Verleger Andreas Corelli ihm vor, ein Buch für ihn zu schreiben. Dafür würde er ihn großzügig bezahlen und ihm die Heilung seiner Krankheit ermöglichen. Als Martín dies akzeptiert, löst er eine Reihe von Vorkommnissen aus, die das Leben aller, die ihn umgeben, verändern.

### Handlung im Detail
Ruiz Zafón hat mit der geheimnisvollen Bibliothek, dem „Friedhof der vergessenen Bücher“, und der Buchhandlung der Familie Sempere und Söhne in Barcelona einen Rahmen für seine Romane abgesteckt, aus dem die Geschichten und Schicksale in den Büchern Der Schatten des Windes, Das Spiel des Engels, Der Gefangene des Himmels und Das Labyrinth der Lichter sich jeweils eigenständig entwickeln. Während die Buchhandlung der Semperes ein ganz realer Ort ist und man mit den Personen aus vier Generationen dieser Familie vertraut gemacht wird, bleibt die „Friedhofs“-bibliothek geheimnisumwittert, sie ist nur ganz wenigen Eingeweihten bekannt und zugänglich (und sie ist natürlich eine Erfindung Ruiz Zafóns). Eingepasst in diese beiden Örtlichkeiten bildet neben Ruiz Zafóns Vaterstadt Barcelona genauso die unruhevolle Geschichte Spaniens in der ersten Hälfte des 20. Jahrhunderts den Hintergrund dieser vielfach miteinander verschachtelten Erzählungen, die man eigentlich nur ganz verstehen kann, wenn man alle drei Bücher gelesen hat – und insofern richtet sich der Spannungsbogen jetzt schon erwartungsvoll auf den bereits avisierten vierten Band des Zyklus. Das Buch Das Spiel des Engels ist als Prequel zum Schatten des Windes aufzufassen. Ruiz Zafón hat das Buch in drei Akte und einen Epilog gegliedert. Das Spiel des Engels beginnt Anfang des 20. Jahrhunderts und endet mit dem ins Jahr 1945 datierten Epilog. Es lässt den Leser Teile der ersten 45 Jahre im Leben des Schriftstellers David Martín erleben.

### 1. Akt: Die Stadt der Verdammten
David Martíns Vater (geb. 1875) erfuhr als junger Mann seine wesentliche Prägung im spanischen Krieg um die Philippinen 1896/97 und hat außer dem Soldatsein nichts gelernt. Die Mutter, eine Verkäuferin, verlässt ihn und den 1900 geborenen David sehr frühzeitig, so dass das schwächliche Kind mit dem oft mürrischen und arbeitslosen Vater allein aufwächst. David lernt sehr früh lesen, muss seine Leselust vor dem kaum schriftkundigen Vater verbergen. In der Buchhandlung Sempere und Söhne darf der Junge hingegen ungestört lesen, er freundet sich bald mit dem alten Sempere an, der ihm auch öfter Bücher schenkt. Der Vater bekommt schließlich eine Stelle als Nachtwächter in der Zeitung Stimme der Industrie, und der kleine David begleitet ihn gelegentlich dorthin. Er muss miterleben, wie eines Abends im Jahr 1908 vor dem Verlagsgebäude der Vater von drei Männern erschossen wird und in seinen Armen verblutet. Dieses Attentat gilt eigentlich Pedro Vidal, einem Sohn aus einer der reichsten Familien der Stadt, „Star der Zeitung und Busenfreund des Herausgebers“. Dieser fühlt sich durch die Ereignisse verpflichtet, sich um den jungen David zu kümmern, und er verschafft ihm eine Bleibe und Anstellung als Laufbursche bei der Zeitung.
10 Jahre später erscheint, wieder begünstigt von Vidal, der die Schreibversuche seines Freundes und Schützlings kennt und schätzt, eine erste Geschichte von David in der Zeitung, deren gute Aufnahme bei den Lesern zur Entstehung der operettenhaften Abenteuerfortsetzungsserie Die Geheimnisse von Barcelona und damit zum Beginn seiner Schriftstellerlaufbahn führt. Auch der nächste Schritt in Davids beruflicher Entwicklung wird von Vidal initiiert: David wird 1920 in einem neu gegründeten Verlag angestellt, um unter dem Pseudonym Ignatius B. Samson die Romanreihe Die Stadt der Verdammten zu schreiben. Dafür muss er pro Monat 200 Schreibmaschinenseiten produzieren und ist auf mehrere Jahre an diesen Verlag vertraglich gebunden. Finanziell nun ausreichend ausgestattet mietet er ein seit langem leer stehendes Haus, das ihn schon seit Jahren durch seinen turmartigen Aufbau angezogen hat.
Bereits nach den ersten Folgen der Serie Die Geheimnisse von Barcelona im Jahre 1917 hat David einen Brief eines unbekannten Pariser Verlegers Andreas Corelli erhalten, der seine Arbeiten und sein Talent lobte und ihm mit einer Einladung in ein Nobelbordell mit dem Namen Träumerei eine Freude und Überraschung bereiten will. David nimmt zögernd die Einladung an und erlebt Märchenhaftes in dieser Nacht, mit deren Schilderung Ruiz Zafón nur den Anfang der wundersamen und zum Teil geheimnisvollen Aspekte in diesem Buch macht, die es ihm immer wieder erlauben, unvermutete Wendungen und Verläufe zu erfinden. Man kann darin auch An- oder Nachklänge seiner früheren Schauerromane sehen, mit denen es Ruiz Zafón nicht nur gelingt, lange Spannungsbögen aufzubauen, zu halten und zu lösen, sondern auch die Fantasie des Lesers herauszufordern und ihm Spielraum für eigene Interpretationen zu geben.
Über mehrere Jahre arbeitet David unaufhörlich, mit großer Anspannung aber auch Erfolg für seinen neuen Verlag an der Taschenromanserie Die Stadt der Verdammten. In dieser Zeit trifft er gelegentlich und nur zufällig Cristina Sagnier, die Tochter von Pedro Vidals Chauffeur, und verliebt sich in sie. Eines Tages wird David von Cristina, die mittlerweile als Vidals Sekretärin arbeitet, gebeten, Vidals schriftstellerische Arbeit zu verbessern, da dieser seit langem vergeblich versucht, einen großen und bedeutenden Roman zu schreiben. Nur zu gern geht David darauf ein, und nun treffen sie sich einige Zeit ohne Vidals Wissen regelmäßig in Davids Wohnung. Es ergibt sich daraus, dass er Vidals Buch praktisch neu verfasst, dessen Plan und Anlage David übrigens vor Jahren Vidal einmal vorgeschlagen hatte. David arbeitet nun ständig, schläft viel zu wenig und putscht sich mit Kaffee und Zigaretten auf, bis es zu einem Zusammenbruch auf offener Straße kommt. Er wird in eine Obdachlosenbehausung am Wasserspeicher gebracht, wo es zehn Jahre nach dem ersten brieflichen Kontakt zur persönlichen Begegnung mit Andreas Corelli kommt. Dieser macht ihm das Angebot, dass David ein Jahr lang ausschließlich für ihn arbeiten soll und stellt eine fürstliche Entlohnung in Aussicht. Mit Verweis auf seinen laufenden Vertrag lehnt David ab. Bei einem Arztbesuch wegen des Zusammenbruchs wird ein Hirntumor mit nur noch kurzfristiger Überlebenschance festgestellt. Seine beiden Verleger gestatten David nun auf sein Drängen hin eine neunmonatige Freistellung aus seiner Vertragsverpflichtung, damit er in dieser Zeit endlich seinen Roman Die Schritte des Himmels zur Veröffentlichung unter seinem eigenen Namen fertigstellen kann. Es wird ihm die Drucklegung im Verlag zugesagt.
Cristina begleitet ihren Vater in ein Sanatorium im Gebirge, das Vidal bezahlt. Nach einigen Wochen stirbt der Vater dort. Bei ihrer Rückkehr kann David sie vom Bahnhof abholen; sie bleiben eine erfüllte Liebesnacht lang in seiner Wohnung zusammen. Kurze Zeit danach kommt es zum gleichzeitigen Erscheinen der beiden Bücher von Vidal (Titel Das Aschenhaus) bzw. von David. Von einer ungerechten Kritik wird Vidals Buch in den höchsten Tönen gelobt, während Davids Werk von der Presse als stümperhafte Anfängerarbeit abqualifiziert wird. Nur der alte Sempere lobt es als eines der besten Bücher, das er je verkauft habe. Er erbittet eine Widmung von David in sein Exemplar, das er in die Vitrine mit den unverkäuflichen Erstausgaben stellt.
Bei einem gemeinsamen Essen mit Vidal zur Feier der Veröffentlichung ihrer Bücher erfährt David von Vidal zwei niederschmetternde Neuigkeiten: Cristina hat Vidals Eheantrag angenommen und der Anschlag auf Davids Vater vor Jahren hatte eigentlich Vidal gegolten. Letzter Schlag dieses Tages für David: er muss mit ansehen, wie seine Mutter das Exemplar seines Buches, das er ihr hat überbringen lassen, in einen Papierkorb auf der Straße wirft. Er kann es retten und mit Hilfe des alten Sempere in der Bibliothek der vergessenen Bücher einlagern. Dort entnimmt er – ähnlich wie später im Schatten des Windes Daniel Sempere – ein schicksalsträchtiges Buch, nämlich ein in Leder gebundenes Maschinenmanuskript mit dem Titel Lux Aeterna und den Initialen D.M. (wie seine eigenen) als einzigem Hinweis auf die Autorschaft. Nach Hause zurückgekehrt findet er eine neue Einladung von Corelli vor.

### Der Vertrag mit dem Patron Andreas Corelli
David trifft Corelli („den Patron“) in einer alten Villa, die dieser gemietet hat, etwa ein Jahr nach ihrer ersten Begegnung am Wasserspeicher (also 1929) wieder. Corelli wiederholt und präzisiert sein Angebot: David soll ein Jahr lang ausschließlich für ihn an einer Schrift zur Begründung einer Religion arbeiten, „eine Geschichte schreiben, für die die Menschen leben und sterben würden, für die sie töten und den eigenen Tod in Kauf nehmen würden, für die sie opfern und verdammen und ihre Seele aushauchen würden …“. Als Lohn wird ihm die gewaltige Summe von 100.000 Francs angeboten, das Geld liegt in einem Kasten bereit. Erst als Corelli ihm die Befreiung von seinem Hirntumor und damit dauernde Gesundheit verspricht, überwindet David seine großen Bedenken und nimmt an. Er bleibt in dieser Nacht in Corellis Haus und erlebt im Traum die zur Heilung führende Operation im Keller des Hauses. Er erwacht am Mittag des nächsten Tages und verlässt mit dem Geld bei bestem Befinden das einsame Haus.

### 2. Akt: Lux Aeterna
So wie mit dieser wundersamen Heilung treibt Ruiz Zafón die Erzählung mit der Darstellung von vielen geheimnisvollen Ereignissen weiter voran. Das Spiel des Engels erscheint dabei für den Leser immer mehr als das Spiel des Teufels, doch belässt der Autor es bei wenigen auf Corelli weisenden diesbezüglichen Andeutungen. Die deutlichsten sind das fehlende Älterwerden Corellis, das David beim Betrachten alter Fotos bemerkt, sowie beim Gespräch mit David über ihre Väter sein Satz: „Meiner hat mich aus Gründen, die nichts zur Sache tun, abgelehnt und von zu Hause verstoßen“ (S. 124), der an den gefallenen Engel Luzifer denken lässt. In dieselbe Richtung weist die silberne Brosche, die Corelli am Revers seiner erlesen geschnittenen dunklen Anzüge trägt: sie stellt einen Engel mit ausgebreiteten Flügeln dar; und wenn er bei Davids Frage nach der Örtlichkeit ihres nächsten Treffens sagt: „Das weiß Gott allein“ und Ruiz Zafón dazu schreibt: „er leckte sich die Lippen, als erschiene ihm das als köstlicher Witz“ (S. 282) sieht man doch gleich eine mephistophelische Figur vor sich.
Zunächst kommen Davids Verleger durch einen Brand im Verlag ums Leben, wodurch seine Vertragsbindung aufgelöst und er frei wird für die Arbeit in Corellis Diensten. Dann stellt er bei der Durchsicht des aus der geheimen Bibliothek entnommenen Lux-Aeterna-Manuskripts fest, dass es auf derselben Schreibmaschine geschrieben worden sein muss, die er mit der Anmietung seiner Wohnung in dem Haus mit dem Turm übernommen hatte. Die (auf S. 235) gegebene Inhaltsangabe der Schrift stellt sie als eine Art Totenbuch mit einer „raffinierten Mischung verschiedener Paradies- und Höllenvorstellungen“ dar, der Autor mit den Initialen D.M. – wie David selbst – scheint einem Wahn verfallen, aus dem er sich vergeblich zu befreien sucht.
Mit der Einführung des jungen Mädchens Isabella, die ihm von Sempere als Schülerin und Sekretärin aufgedrängt wird, kommt in Davids Leben ein munteres, frisches Element, das David nur langsam und zunächst widerwillig annimmt. Auf dem Grunde der Ablehnung dieses Eindringlings seinerseits und jugendlicher Aufsässigkeit ihrerseits sprühen ihre Dialoge nur so von Witz und schließlich doch Anerkennung und Zuneigung und lassen die entsprechenden Passagen zu einem großen Lesevergnügen werden. In einem bisher verschlossenen Zimmer der Wohnung entdeckt Isabella beim Aufräumen alte Briefe mit dem Namen Diego Marlasca, D.M., – dieselben Initialen wie auf dem Manuskript Lux Aeterna. Zu Davids Schrecken findet sich auch neben anderen ein Foto, auf dem die vor Jahren berühmte Schauspielerin Irene Sabino in einer Gesellschaft zu sehen ist, unter der im Hintergrund auch Corelli zu erkennen ist. Ein anderes Foto mit Sabino Dame wurde offenbar in Davids Turmzimmer aufgenommen.
In den einschlägigen Bibliotheken Barcelonas recherchiert David nun zu religiösen Themen, macht sich erste Gedanken zum Aufbau seiner Arbeit für Corelli und berichtet ihm aller paar Wochen darüber, der die Fortschritte der Arbeit kontrolliert, lobt und Ratschläge erteilt. David aber beginnt daneben und zunehmend intensiv mit Recherchen zur Geschichte seines Hauses mit dem Turm. Diego Marlasca, dessen Name auf Briefen von Irene Sabino vorkam, war bis zum Jahre 1902 Rechtsanwalt in einem Kollegium gewesen, dem auch Vater und Sohn Valera angehörten. Marlasca starb aber schon 1904 bald nach dem Kauf des Hauses. Von Valeras Sohn erfährt David von Marlascas theologischen und religionsgeschichtlichen Interessen und Schriften, während Marlascas Witwe ihm von seiner Teilnahme an den Sitzungen eines spiritistischen Kreises erzählt, durch die er mit seinem als Kind ertrunkenen Sohn Ismael in Kontakt zu treten hoffte; Irene Sabino war daran ebenfalls beteiligt. Im Jahr vor seinem Tode habe er an einem Auftrag für einen Pariser Verleger gearbeitet, sich nach der Scheidung aber vollständig in seinem Hause mit dem Turm vergraben und sich von irgendetwas besessen gefühlt. Da David Ähnliches empfindet, entstehen in ihm durch diese Informationen zunehmende Ängste, verstärkt durch verdächtige Details über Corellis Pariser Verlag Editions de la Lumière. Der befreundete Antiquar Gustavo Barceló hatte nämlich bei Nachforschungen in Paris Folgendes erfahren: Der Verlag wurde 1881 in Paris gegründet, sei aber schon 1914 geschlossen worden, obwohl Corelli erst etwa 50 Jahre alt war, er habe sich in Südfrankreich niedergelassen, sei aber bald danach an einem Schlangenbiss gestorben.
Im Archiv der Zeitung Vanguardia findet David diverse Nachrufe auf Marlasca aus dem Jahre 1904, die die Todesursache als Unfall darstellen, und zwar sei er in dem Wasserspeicher ertrunken. Vom ehemaligen Polizisten Salvador, der damals den Fall bearbeitet hatte, hört er aber, in Wahrheit sei Marlasca angezündet und schon tot in das Wasser geworfen worden. Kurz vorher habe er 100.000 Francs von einer Bank abgehoben, die verschwunden seien, vermutlich mit einem Jaco, der zu den Spiritisten gehört hatte. Damian Roures, der andere Leiter des spiritistischen Kreises, bestätigt ihm, dass Marlasca sich besessen gefühlt habe und hoffte, über spiritistische Kräfte seinen Sohn Ismael wiederzubekommen. Nun kommt es zu zwei Morden: Roures und die Witwe Marlasca werden tot aufgefunden, mit beiden Fällen wird David vom Polizeiinspektor Grandes in Verbindung gebracht, weil er kurz zuvor bei ihnen gewesen war.

### 3. Akt: Das Spiel des Engels
In dieser zunehmend komplizierten Kriminalstory findet auch der Tod des alten Sempere (Dezember 1929) eine Einordnung. Er habe im Streit mit einer Kundin, der er das von ihr gewünschte Buch nicht verkaufen wollte, einen tödlichen Herzanfall erlitten. Dabei handelte es sich um das ihm von David zugeeignete Buch Die Schritte des Himmels; die Kundin war die Schauspielerin Irene Sabino. David fühlt sich am Tode seines väterlichen Freundes Sempere wegen seines Buches mitschuldig. Noch mehr aber trifft ihn die Nachricht vom Verschwinden Cristinas. Nachdem ihr Mann Pedro Vidal sich nur wenige Monate nach der Verheiratung von ihr getrennt habe, sei sie aus Barcelona verschwunden. Die Familie, die Polizei und nun auch David suchen sie zunächst vergeblich. Doch dann vermutet David sie am Grabe ihres Vaters und er fährt in den Kurort in den Pyrenäen, wo dieser Monate zuvor begraben wurde. Er findet sie dort in einem Sanatorium in völliger geistiger Verwirrung. Als man sie unterkühlt auf dem Grabe des Vaters gefunden hatte, habe sie angegeben, etwas oder jemand sei in sie gefahren. David erlebt ihre zunehmende Geistesverwirrung und kann ihr Ertrinken im eiskalten See des Kurortes nicht verhindern.
Zurück in Barcelona findet er in der Truhe, in der er das fast fertige Manuskript seiner Arbeit für Corelli aufbewahrte und das bei ihrem letzten Besuche dort Cristina unbedingt hatte lesen wollen, die Engelsbrosche, die Corelli immer am Revers getragen hatte. Damit wird für David klar, dass Cristina von ihm bedroht wurde, als sie versuchte, das Teufelsmanuskript zu verbrennen. Hasserfüllt begibt sich David in das Haus, wo er mit Corelli zum Vertragsabschluss zusammengetroffen war, um in kurzem Prozess seinen Vertrag zu beenden: er schießt mit der Pistole seines Vaters dem dort im Halbdunkel sitzenden Patron Corelli in Kopf und Brust – aber statt Blut rieselt ein feines Pulver wie aus einer Sanduhr aus dem Puppenkörper mit lackiertem Holzkopf. David begreift, dass er auf eine teuflische Täuschung von Corelli hereingefallen ist.
Die weiteren Ereignisse auf den letzten einhundert Seiten des Buches überschlagen sich geradezu und es werden nicht alle Handlungsstränge bis zur letzten Klarheit gebracht (z. B. wann Marlasca Salvador getötet hat). Als nächstes Opfer nach Roures, der Witwe Marlasca und nach Cristinas Ertrinken im See wird der Rechtsanwalt Valera in seiner Wohnung tot aufgefunden.
Für David wird immer klarer, dass neben dem teuflischen Corelli als menschliche Figur der eigentlich 1904 umgekommene Diego Marlasca eine handelnde Person in dem zunehmend grausamen Spiel sein muss. Da er sich schuldig am Tod seines Sohnes Ismael (ca. 1902) fühlte, verstrickte sich Marlasca immer mehr in spiritistischen Rettungsfantasien, die durch die skrupellosen und geldgierigen Veranstalter der Sitzungen Jaco und Roures mit Irene Sabino als Köder noch angefacht und verstärkt worden waren. Von einer „Hexe von Somorrostro“ wurde Marlasca die alte Fischerlegende nahegebracht, wonach durch Opferung einer reinen Seele die seine von ihrer Schuld gereinigt und gerettet werden könnte. David scheint es, dass sich Marlasca dazu ihn als Opfer erkoren habe, der als Nachfolger in seiner ehemaligen Wohnung und so wie er selbst einst jetzt im teuflischen Dienst für Corelli an einer Schrift Lux Aeterna arbeitet.
Bestärkt wird David in dieser Auffassung durch den Fund eines Grabmals mit seinem Namen auf der großen Figur eines Engels und den Jahreszahlen 1900–1930. Er schließt daraus, dass Marlasca seinen, Davids Tod jetzt plant, weil er die Entdeckung durch David befürchtet. Der angeblich 1904 verstorbene Marlasca hatte seinen Tod nur vorgetäuscht, die verbrannte Leiche war der Spiritist Jaco. Es war seinerzeit der Polizist Salvador, der drauf und dran war, diesen Betrug aufzudecken. Er wurde deshalb von Marlasca umgebracht und die Leiche in der Kammer hinter einem Schrank in seinem Haus mit dem Turm versteckt. David gegenüber hat sich Marlasca so lange als Salvador ausgeben können, bis dieser beim Betrachten alter Fotos bemerkte, dass Marlasca in den letzten 20 Jahren nicht gealtert war, ebenso wenig wie Corelli, den David auch auf alten Fotos so wie heute aussehend erkannt hatte.
Im Zuge der polizeilichen Aufklärung der verschiedenen Morde wird David verhaftet. Er berichtet dem Inspektor Grandes nun seine Version aller Geschehnisse der letzten Zeit und beteuert seine Unschuld. Schwer verständlich für den Leser ist dann das Ergebnis der Überprüfung aller seiner Aussagen durch Grandes, der von allen von David gestandenen Einzelheiten nur ein „mikroskopisch kleines“ Körnchen Wahrheit als erwiesene Tatsache anerkennt: im Zimmer der Irene Sabino sah Grandes Davids Buch Die Schritte des Himmels, das sie aus der Buchhandlung Sempere gestohlen und dabei im Streit mit ihm den Tod des alten Sempere verursacht hatte. Der alte Buchhändler hing nämlich der Vorstellung an, dass etwas von der Seele der Autoren in ihren Büchern enthalten sei und er ahnte, dass Davids Seele von Irene Schaden zugefügt werden könnte. Wegen dieses einen Wahrheitspunktes, aber auch weil Pedro Vidal ihn für unschuldig hielt und um seine Freilassung gebeten hatte, lässt Grandes David frei – aber eigentlich nur zum Schein, denn seine beiden Schergen Marcos und Castelo folgen ihm auf seinem Weg zu Irene Sabino. David findet Irene vergiftet sterbend vor, erfährt gerade noch von ihr, dass in Marlascas Grab der verschwundene Spiritist Jaco liegt und er kann das Buch, dessentwegen Sempere starb, mit sich nehmen.
Verletzt entkommt er den beiden ihn verfolgenden Polizisten, die selbst dabei ums Leben kommen und flüchtet sich zu Pedro Vidal, von dem er sich Hilfe erhofft. Dort wird er ärztlich versorgt und erzählt Vidal zum Trost eine erfundene Geschichte über Cristina, die in Paris untergetaucht sei und dort auf David warte, Vidal aber immer noch liebe, den David nie werde ersetzen können. Vidal hat Davids Flucht übers Meer schon vorbereitet – seine letzte gute Tat für Martín; denn er erschießt sich aus Kummer. Beim Verlassen des Hauses Vidal wird David von Grandes verfolgt, kann ihm aber entkommen, indem er ihn aus der Gondel der die Hafenbucht überquerenden Seilbahn stößt. Nun eilt er in seine Wohnung, um noch das Rätsel in der Kammer hinter dem Schrank zu lösen. Er findet darin die gefesselte Mumie des echten Salvador, die Marlasca vor Jahren dort versteckte. Als letzter Akt der Mordgeschichten im Buch erscheint nun Marlasca, um David zu töten. Beim Kampf wird Marlasca von der brennenden Öllampe entzündet, David entkommt aus dem dadurch abbrennenden Hause. Er bringt das Buch, das Irene entwendet hatte, in die Buchhandlung Sempere zurück und führt als Abschied Isabella in die geheime Bibliothek ein. Dort stellt er sein Manuskript Lux Aeterna zu den anderen Lux aeterna-Bänden und erkennt, dass sie alle nur Variationen desselben Themas einer Satansreligion sind, das Spiel des gefallenen Engels Luzifer.

### Der Epilog
Dieser ist auf 1945 datiert. David war viele Jahre auf der Flucht und hat ein Jahr zuvor eine Hütte am Meer gekauft, um dort wieder mit dem Schreiben zu beginnen. Seitdem hat er seine ganze Geschichte niedergeschrieben. Er hat nach Barcelona an die Buchhandlung Sempere geschrieben und einen Antwortbrief von Sempere jun. erhalten, dem ein Brief von Isabella beigefügt ist, den sie vor ihrem Tod vorsorglich geschrieben hatte. Sie hatte 1935 Sempere jun. geheiratet, 1936 wurde ihr Sohn Daniel geboren, die Hauptfigur im ersten Band des Zyklus. Sie selbst ist 1940 an einer Cholerainfektion gestorben, Details dazu findet man dann im Band drei des Zyklus. Der geheimnisvolle Schluss lässt den Patron Corelli nochmals auftreten, der Martín an der Hand das Kind Cristina zuführt, so wie es als Foto bereits im Album ihres Vaters klebte. Er spricht:

„Ich habe beschlossen, Ihnen zurückzugeben, was Sie am meisten geliebt haben und was ich Ihnen genommen habe. Ich habe beschlossen, dass Sie einmal an meine Stelle treten und fühlen, was ich fühle, dass Sie keinen Tag älter werden und Cristina heranwachsen sehen, dass Sie sich noch einmal in sie verlieben, sie an Ihrer Seite älter werden und eines Tages in Ihren Armen sterben sehen. Das ist mein Segen und meine Rache.“

Sieht man die mysteriösen Geschichten, die David Martín in den Jahren vor 1930 in Barcelona erlebt haben will, im Lichte der Aussage des Mithäftlings von Fermín, Dr. Sanahuja (s. Band 3: Der Gefangene des Himmels), Martín sei offenbar bereits vor seiner Flucht 1930 und der Inhaftierung 1939 schizophren gewesen, so könnte man das meiste des im Spiel des Engels Erzählten als eine Beschreibung von Wahnvorstellungen ansehen. Man darf gespannt darauf sein, wie Ruiz Zafón im vierten Band diese Geschichte fortführt und ob er Hinweise in dieser angedeuteten Richtung gibt oder eine Beurteilung der Fantasie des Lesers überlässt.